# Sinforiano López
Sinforiano López Alía (Madrid, 22 de agosto de 1780 – La Coruña, 13 de abril de 1815) fue un político y escritor español.
Guarnicionero establecido en La Coruña, donde se casó, vivió después en Santiago de Compostela, regresando a La Coruña, donde sería el principal líder de la rebelión de esta ciudad contra los franceses en 1808.
Después de la vuelta de Fernando VII de Francia, y restaurado el Antiguo Régimen, fue apresado en Santiago en 1814 y trasladado a La Coruña, donde fue juzgado y condenado a morir en la horca, siendo ejecutado el 13 de abril de 1815.

## Orígenes
Sinforiano López nació en Madrid el 22 de agosto de 1780, siendo sus padres Antonio López Alía, natural de La Puebla de Montalbán (Toledo) y Ángeles González Fernández, originaria de Tembleque, en la misma provincia. 
Guarnicionero de profesión, se estableció en La Coruña, donde se casó en 1806 con Rosa Vázquez Comesaña, con la que tuvo cuatro hijos. Residió después en Santiago de Compostela y en otros lugares de Galicia y de fuera de ella.

## Actuación en el levantamiento de La Coruña contra los franceses
Sinforiano López fue, el 30 de mayo de 1808, festividad de San Fernando y, por lo tanto, la onomástica del rey, uno de los principales inductores de la sublevación patriótica de La Coruña. Según cuenta Díaz Otero, ese día se congregó un inmenso gentío, mujeres y niños incluidos, en la Plaza de la Harina, donde se encontraba el palacio de Capitanía, en el que estaba el capitán general Filangieri con un buen número de oficiales del ejército y caballeros de la Real Audiencia. Ante el aumento de los gritos y las protestas, bajó el gobernador militar de la plaza, general Alcedo, a conferenciar con los congregados, que pidieron que ondease la bandera, tal y como era costumbre, y que se dispararan las salvas de rigor, cosas ambas a las que se accedió, y con eso se logró apaciguar momentáneamente el tumulto. Pero por la tarde, ante los rumores difundidos de que se estaban embarcando armas para Ferrol con destino a Francia, se volvió a congregar la gente, que invadió el palacio de Capitanía y apedreó las casas de Filangieri y de su segundo Biedma, ya que se habían enterado se de que este había dispuesto el traslado del regimiento de Navarra a Ferrol. A continuación, asaltaron el Parque de Artillería, llevándose los fusiles allí existentes. Más tarde, sacaron en procesión un retrato de Fernando VII, retirándose después a sus casas sin otros incidentes.
Siforiano estaba en contacto, entre otros, con el Padre Conde (Cristóbal Conde García), vicario del convento de Santa Clara en Santiago y confesor del arzobispo-señor Múzquiz, que lo había mandado La Coruña con el objeto de seguir de cerca el rumbo que tomaban los acontecimientos (el arzobispo Múzquiz era hombre de Godoy y, posiblemente, dudaba del partido que debería tomar).
El 2 de julio de 1808 el pueblo de La Coruña asaltó las casas de algunos franceses y de vecinos sospechosos de ser afrancesados, siendo Sinforiano López uno de los primeros en impedir que el asalto terminase en asesinatos, y así los atacados fueron llevados detenidos solo el tiempo imprescindible para que su vida no corriera peligro. 
En septiembre de 1808 López Alía fue nombrado sillero mayor (guarnicionero) del Ejército de Galicia, una especie de director general de monturas, y el 8 de octubre recibió en La Coruña a John Hookham Frere e al marqués de La Romana, general en jefe del ejército gallego que había estado retenido en Dinamarca, a donde lo había mandado el gobierno de Godoy, aliado entonces de Francia, para ayudar a Napoleón, y que fue devuelto a Galicia por los ingleses, que los habían hecho prisioneros, gracias a la gestión de los embajadores de la Junta Suprema ante el gobierno británico.

## En la Guerra de la Independencia
En el curso de la Guerra de la Independencia Sinforiano López realizó algunos servicios fuera de Galicia, como los de observador, en Fuenterrabía, la entrada de fuerzas enemigas. En León, en 1809, mientras trabajaba al servicio del marqués de La Romana, padeció una enfermedad, por lo que tuvo que retirarse a Galicia con su familia.
Colaboró en El Patriota Compostelano desde 1809 hasta 1811. El 24 de febrero de 1810 propuso, desde Mondoñedo, al presidente de la Junta Superior de Galicia un plan, algo disparatado, para asesinar a algunos de los representantes del gobierno francés en Madrid. 
Instaló talleres de guarnicionería en Mondoñedo, Santiago y otros puntos y, a finales de 1810 creó en Santiago la que tituló Fábrica de Armamento que, pese a su nombre, no salió del ramo de la guarnicionería. El 19 de noviembre de 1812 fue nombrado teniente de las Milicias Urbanas de La Coruña.
Parece que colaboró en la Gazeta Marcial y Política de Santiago, entre 1812 y 1813; en El Ciudadano por la Constitución, entre 1812 y 1814; en el Diario Cívico-Patriótico, entre 1812 y 1815, y en el Diario de Santiago en 1814. Felicitó a las Cortes de Cádiz por la abolición de la Inquisición, e reimprimió, a sus expensas, en abril de 1813 los decretos de las mismas sobre el asunto, que repartió gratis 

"para los amantes de la libertad de su amada Patria"

de los que tuvo que hacer al poco tiempo una segunda edición.
Visitó el antiguo edificio de la Inquisición coruñesa, y narró después en El Ciudadano por la Constitución, el 23 de mayo de 1813, la honda impresión que tal visita le había producido. Reeditó también Os rogos d'un galego, el conocido poema de Manuel Pardo de Andrade. Mandó imprimir también, y repartió gratis, la Representación a S.M. las Cortes, de María del Carmen Lizardi.

## Captura, proceso, ajusticiamiento y mitificación
Tras el cambio político, el 17 de mayo de 1814 los absolutistas asaltaron su casa, lo mismo que las de otros liberales. Fue encausado y detenido en Santiago el 6 de julio de 1814, siendo conducido en diciembre a la cárcel de La Coruña. El 3 de febrero de 1815 intentó fugarse, con la idea, según se dijo, de revolucionar la ciudad. Parece que estaba en relación con la conjura de Porlier o, por lo menos, de eso fue acusado. La Comisión Militar que lo juzgó, presidida por Ulises de Albergoti, lo condenó a morir en la horca, previa degradación, y fue ajusticiado en La Coruña el 13 de abril de 1815.
Meijide Pardo publicó documentos que, de ser ciertos, podrían dañar su fama: Felipe Saint Marcq, capitán general de Galicia, escribió al general Eguía que López Alía se ofreciera a confesar toda la trama, a cambio de conservar la vida y de que se le permitiese salir, a él y a su familia, de los reinos de España. El capitán general no lo perdonó, por lo que Sinforiano López fue ejecutado; en cuanto a su propuesta, de momento no se tienen elementos para conocer si en ella hay algo de verdad o no. 
En 1820, con la vuelta del liberalismo, Sinforiano López fue, en palabras de Meijide Pardo, mitificado, es decir, se convirtió en un símbolo de las aspiraciones gallegas a la libertad. Entre otros escritos panegíricos, destaca la Oración fúnebre que le dedicó en 1821 Antonio Benito Fandiño: 

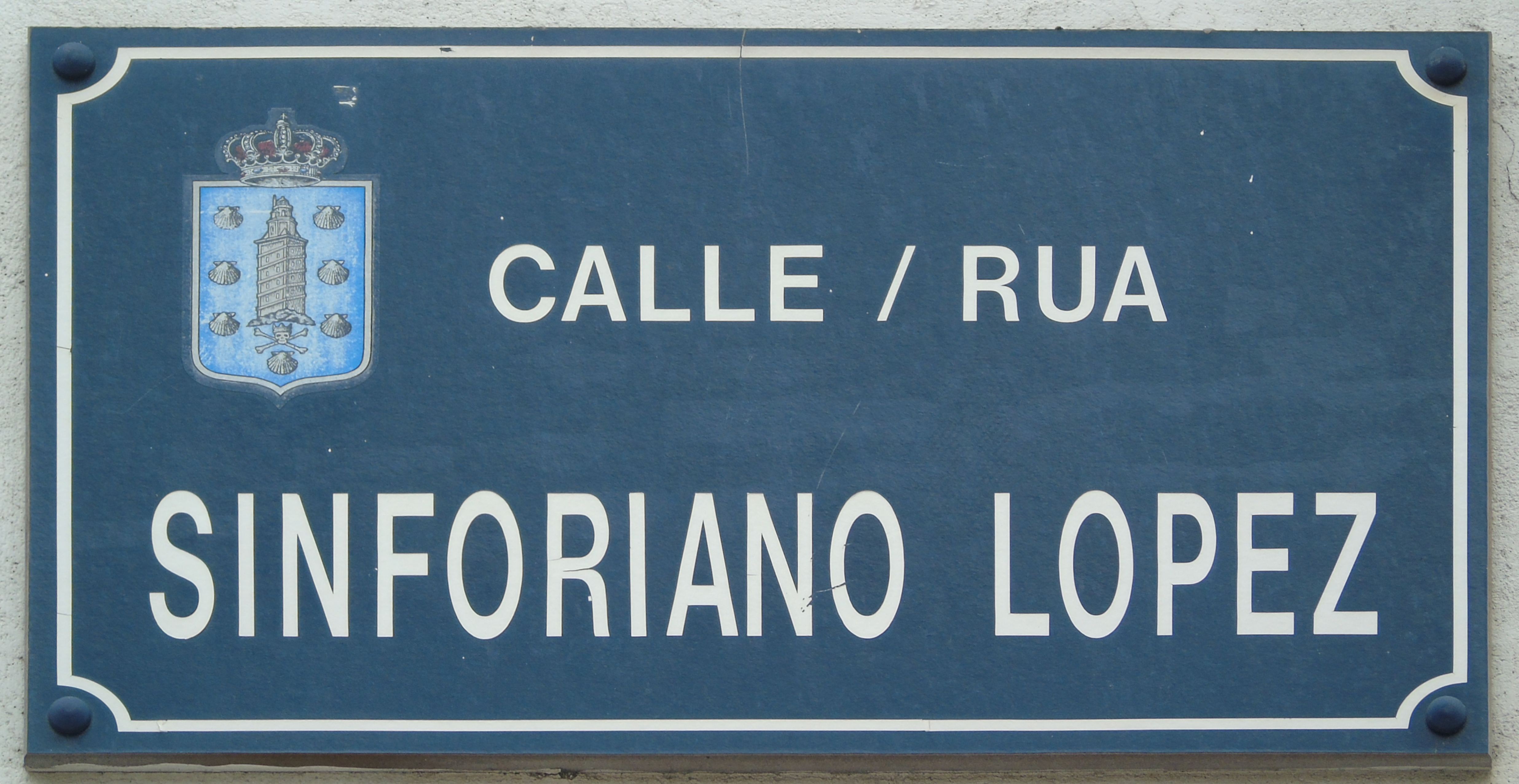
Calle Sinforiano López en La Coruña.

Oración fúnebre que a la inmortal memoria del nunca bien celebrado y heroico pariota D. Sinforiano López, vícima de la verdad y mártir de la justicia, compuso y da a la prensa su grande amigo D. Antonio Benito Fandiño, para que, ya no predicada, sea leida y dada a las Cortes del año 1921.
Antonio Benito Fandiño

## Legado

### Epónimos
- Un calle de la ciudad de La Coruña lleva el nombre de Sinforiano López.
- Un calle de la ciudad de Ferrol lleva el nombre de Sinforiano López.
- Un calle de la ciudad de Arteijo lleva el nombre de Sinforiano López.